# I Walk the Line (banda sonora)
I Walk the Line es la banda sonora de la película del mismo nombre lanzada en 1970 con la actuación de Gregory Peck, en esencia Cash mantuvo su tradicional estilo de música y por lo tanto a la gente le gusto, entre las canciones en el disco estaba "I Walk the Line" y "Flesh and Blood" la última tuvo mucho éxito al ser una balada y se mantuvo en la cima de los rankings country.

## Canciones
1. Flesh and Blood – 2:39
(Cash)
2. I Walk the Line – 3:29
(Cash)
3. Hungry – 1:40
(Cash)
4. This Town – 2:30
(Cash)
5. This Side of the Law – 2:54
(Cash)
6. Flesh and Blood [Version Instrumental] – 2:10
(Cash)
7. 'Cause I Love You – 1:48
(Cash)
8. 'Cause I Love You [Version Instrumental] – 1:46
(Cash)
9. The World's Gonna Fall on You – 2:06
(Cash)
10. Face of Despair – 3:36
(Cash)
11. Standing on the Promises / Amazing Grace – 3:04
(Celso Carter / John Newton y Bill Walker)

## Posición en listas
Álbum - Billboard (América del Norte)
| Año  | Tabla           | Posición |
| ---- | --------------- | -------- |
| 1970 | Álbumes Country | 9        |
| 1970 | Álbumes Pop     | 176      |

Canciones - Billboard (América del Norte)
| Año  | Canción           | Tabla             | Posición |
| ---- | ----------------- | ----------------- | -------- |
| 1970 | "Flesh and Blood" | Canciones Country | 1        |
| 1970 | "Flesh and Blood" | Canciones Pop     | 54       |